# Gaetano Giardino
Pour les articles homonymes, voir Giardino.

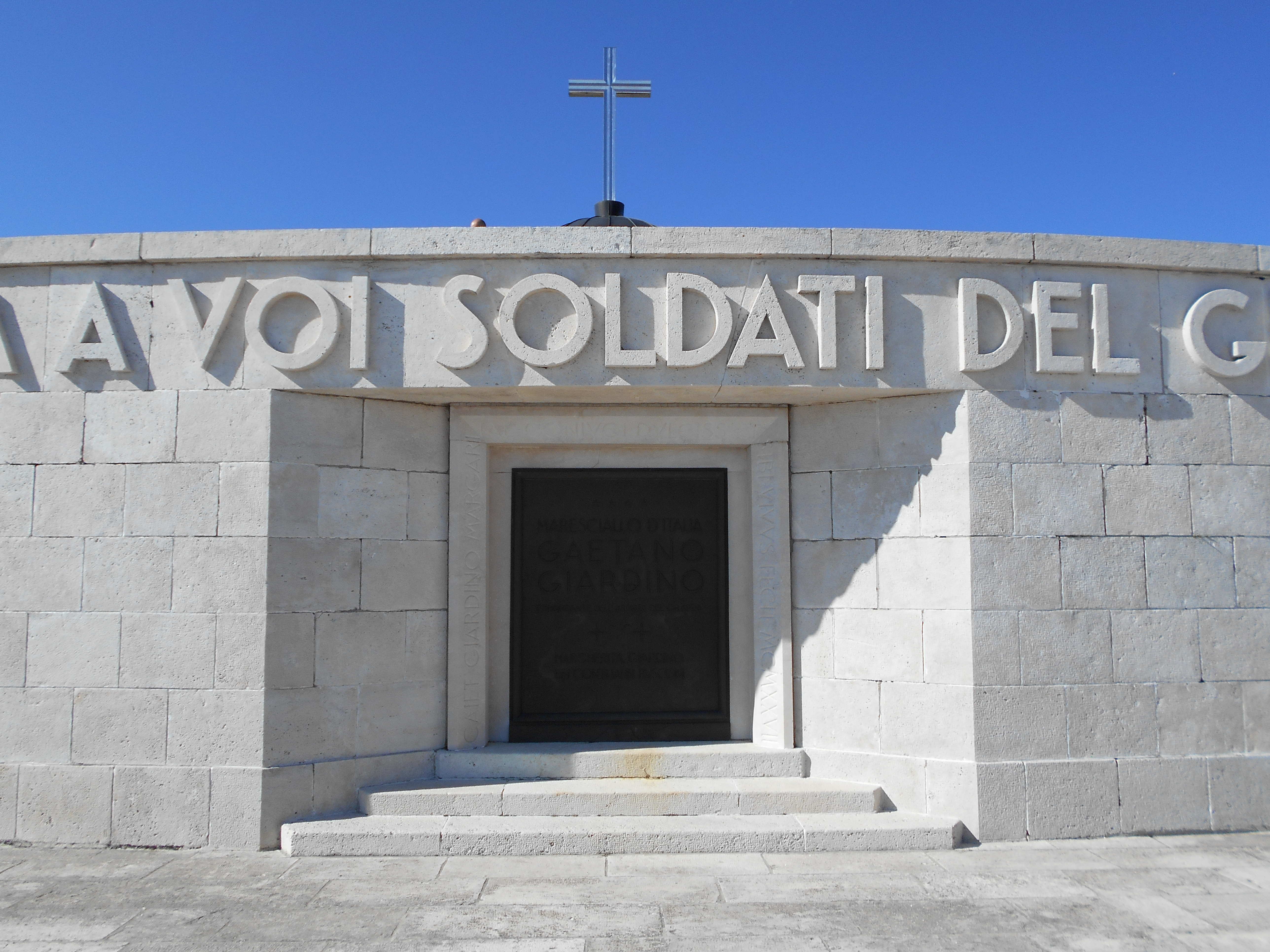
Entrée du caveau de Gaetano Giardino au Sacrario militare del monte Grappa

Gaetano Ettore Stefano Giardino (Montemagno, 24 janvier 1864 - Turin, 21 novembre 1935) était un maréchal et un homme politique italien, combattant pendant la Première Guerre mondiale et commandant de l'Armata del Grappa.

## Biographie

### Ses premières expériences de guerre
Né à Montemagno d'Asti, de Carlo Giardino et Olimpia Garrone, Gaetano Giardino entre dans l'armée à l'âge de dix-sept ans, le 18 mars 1881. Il quitte l'Académie comme sous-lieutenant (sottotenente) le 4 septembre 1882 et est affecté au 8e régiment de Bersaglieri. Trois ans plus tard, il est promu lieutenant (tenente) et demande un transfert dans les colonies africaines, transfert qu'il obtient le 12 février 1889, destination l'Érythrée, encadré dans le bataillon autonome des Bersaglieri, mais à partir du 16 décembre il est affecté au commandement de zone de Cheren, pour passer ensuite aux bataillons d'infanterie indigènes.
En 1894, à Kassala, le lieutenant Giardino obtient la médaille d'argent de la valeur militaire et est promu capitaine (capitano). Son expérience africaine se termine le 7 octobre 1894, peu après la prise de Kassala. Il a écrit plusieurs articles sur ses expériences africaines dans la Rivista Militare Italiana. Après son rapatriement, il sert dans le 6e régiment de Bersaglieri en tant que capitaine. À partir de 1898, il fréquente l'École de guerre, passant de l'infanterie au corps d'état-major général. De 1900 à 1903, il est membre de la division de l'état-major général du ministère de la Guerre.
Le 29 septembre 1904, il est promu major (maggiore) et le 30 juin 1906 lieutenant-colonel (tenente colonnello), période pendant laquelle il est chef d'état-major de la division basée à Leghorn et, à partir de juin 1910, de celle basée à Naples. Pendant la guerre russo-japonaise, il écrit plusieurs articles dans la Rivista Militare pour commenter les événements en Extrême-Orient. Mobilisé pour la guerre de Libye, il part pour l'Afrique du Nord le 9 octobre 1911.
Il est commandant en second des forces expéditionnaires, sous les ordres du général Carlo Caneva, mais il est souvent appelé à remplacer le chef d'état-major, le colonel Gastaldello, tombé malade. Il est envoyé en mission à Rome par le général Caneva en janvier 1912, afin d'expliquer les difficultés rencontrées par le corps expéditionnaire en Libye aux autorités politiques, mécontentes du déroulement des opérations : cette mission lui donne pour la première fois une visibilité dans les milieux politiques de la capitale.
Il est contraint de retourner en Italie le 5 juin 1912 en raison d'une maladie contractée en service. Le 8 août 1912, il est transféré au commandement du IVe corps d'armée, devenant chef d'état-major après sa promotion au grade de colonel (colonnello) le 4 janvier 1914.

### La première guerre mondiale
Le 15 juillet 1915, il devient chef d'état-major de la IIe armée, sous les ordres du général Pietro Frugoni, et devient général (generale) le 31 août de la même année. Le 22 mai 1916, il est transféré, avec la même affectation, à la Ve armée, alors en cours de formation, passant le 26 juin suivant à la tête de la 48e division d'infanterie, déployée devant Gorizia. Promu lieutenant général (tenente generale) pour mérites de guerre le 5 avril 1917, il est proposé par Luigi Cadorna comme ministre de la Guerre à la suite de la crise du cabinet Boselli, en remplacement de son collègue Paolo Morrone.
Il est ministre du 16 juin 1917 jusqu'à la chute du gouvernement, provoquée par la déroute de Caporetto; cinq jours après son entrée en fonction, il est également nommé sénateur du royaume. L'action politique de Giardino est extrêmement ferme contre toute forme de réaction interne, comme le soulèvement de Turin, qui est réprimé dans le sang au cours de l'été 1917. Dans son dernier discours en tant que ministre, le 24 octobre 1917, il a déclaré :
"Dans le courant de l'Isonzo, un Prussien a été retrouvé mort. Il n'était certainement pas seul et cela signifie qu'il y a des Allemands là-bas. Maintenant, que l'attaque arrive ! Nous ne le craignons pas".
Après la chute du gouvernement, il retourne dans l'armée, étant affecté le 8 novembre 1917 au nouveau commandement suprême, tenu par le général Armando Diaz, en tant que sous-chef d'état-major, avec son collègue Pietro Badoglio. Dans cette situation, il a eu plusieurs frictions avec son collègue (qui avait moins d'ancienneté que lui), de plus il ne se reconnaissait pas dans les nouvelles orientations voulues par Diaz. Pour ces raisons, il est envoyé à Versailles pour remplacer Cadorna au Conseil interallié le 7 février 1918. Il revient de son poste après seulement deux mois, étant affecté le 24 avril 1918 au commandement de la IVe armée.
La IVe armée avait une tâche fondamentale pour l'ensemble du dispositif italien, celle de défendre le massif de la Grappa, qui représentait le dernier obstacle naturel entre le front et la plaine vénitienne. Dans son nouveau poste, Giardino se préoccupe de renforcer les défenses de la montagne, mais aussi d'améliorer les communications et, surtout, les conditions de vie des troupes qui défendent la position, tant dans les tranchées que pendant les périodes de repos. Tout au long de son commandement, il appelle les troupes de la IVe armée "ses petits soldats", sur un ton condescendant.
En ce qui concerne l'emploi tactique des troupes, Giardino est soucieux d'innover les méthodes de combat, introduisant dans la doctrine tactique de son armée aussi bien les unités d'assaut que les tirs de contre-préparation d'artillerie. Cette préparation des troupes à des instructions tactiques plus modernes a été saluée lors de la bataille du Solstice (Bataille du Piave), lorsque le front, après un premier démantèlement, a été restauré grâce à la 9e division d'assaut, commandée par le major Giovanni Messe et à l'action conjointe de l'artillerie des IVe et VIe armées. Pendant la bataille de Vittorio Veneto, l'Armata del Grappa (IVe armées) a participé aux opérations qui se sont déroulées du 24 au 29 octobre 1918, perdant 25 000 hommes.

#### La naissance de la chanson de Grappa
Dans le cadre des activités visant à remonter le moral des troupes sous son commandement, il s'est occupé de diffuser la chanson de Grappa. La naissance de la chanson est due au commandant du IXe corps d'armée, le général Emilio De Bono qui, dans le quartier général du commandement du corps, s'est mis au piano pour créer un air simple et facile à retenir. Le 4 août, Giardino lui ordonne de faire chanter la chanson avec le refrain "Monte grappa tu sei la mia Patria" (Monte grappa, tu es ma patrie) à l'occasion de la fête de l'armée. Le lendemain, le texte définitif en décasyllabes, mis en musique par le maestro Antonio Meneghetti, est présenté. La chanson a été interprétée pour la première fois le 24 août, à l'occasion de la fête de la IVe armée (qui s'appelle désormais l'armée du Grappa) par un chœur de soldats et d'écoliers des écoles primaires de Rosà, en présence du souverain et des autorités militaires italiennes et alliées.

### La période d'après-guerre

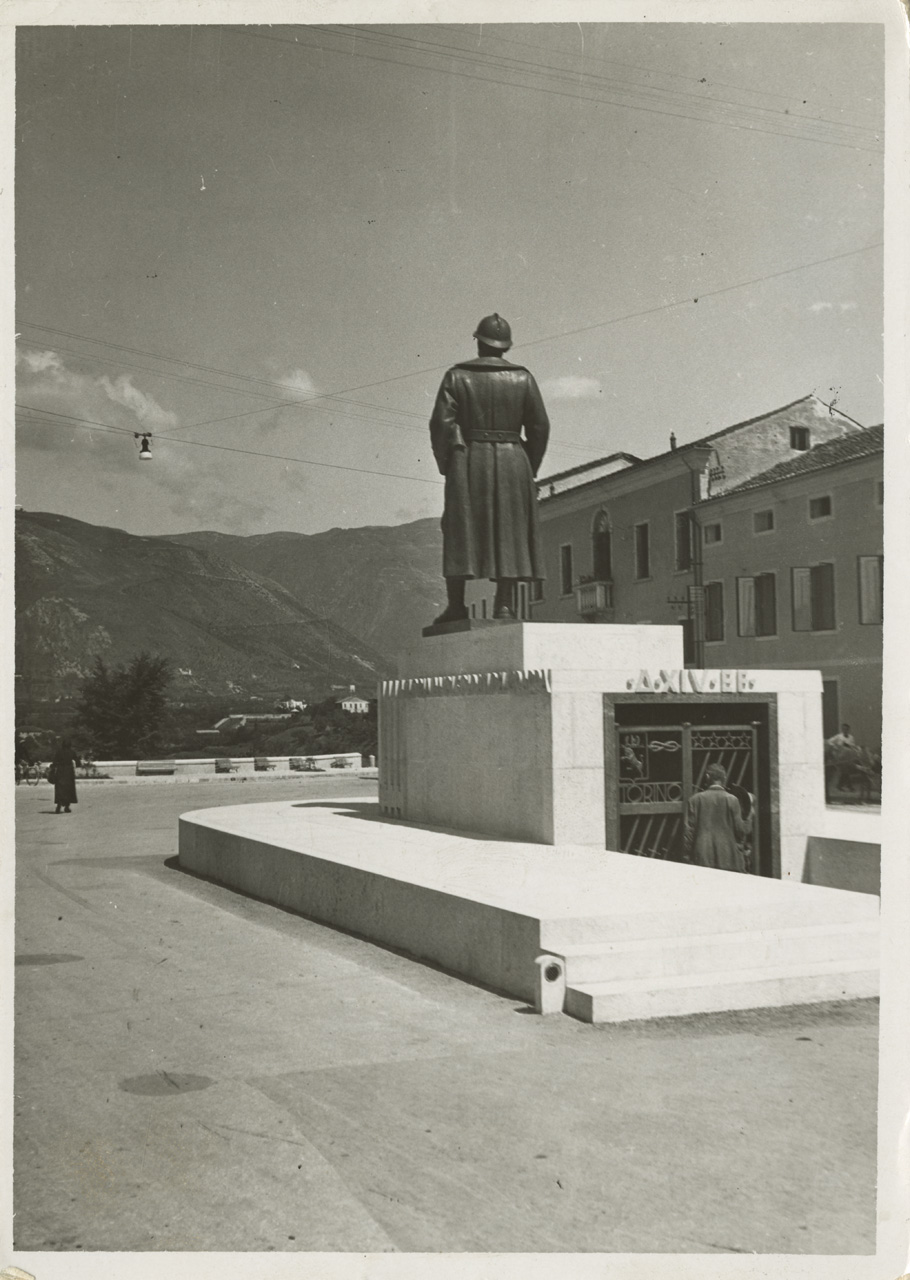
Le monument au maréchal italien Gaetano Giardino sur la place qui porte son nom à Bassano del Grappa

Après la fin de la guerre, il demande à être relevé du commandement de la IVe armée et demande à être libéré de l'armée. À partir de décembre 1918, il reprend son activité de sénateur du Royaume, prenant des positions militaristes et autoritaires. Les discours parlementaires de cette période sont rassemblés et publiés par lui dans le livre Piccole faci nella bufera (Milan, Mondadori, 1924). Le 21 décembre 1919, il est nommé général d'armée (generale d'esercito) et rappelé au service. À partir du 5 janvier 1922, il fait partie du Conseil de l'armée avec Diaz, Caviglia, Badoglio, Pecori Giraldi et Emanuele Filiberto di Savoia duca d'Aosta. Le 26 juin de la même année, il est nommé au commandement d'une armée.
Au moment de la marche sur Rome, il commandait l'armée stationnée à Florence et ne semble pas avoir eu de relations avec les escadrons partis de cette ville[. À partir du 16 septembre 1923, il est gouverneur de la ville de Fiume (Rijeka), en attendant l'annexion de la ville à l'Italie. Le 27 avril 1924, il quitte ce poste en faveur du gouvernement de la ville, qui est alors devenue italienne.
Le dernier volet de son activité politique consiste à s'opposer au règlement militaire proposé par le général Antonino Di Giorgio et à la loi portant création du Milizia Volontaria per la Sicurezza Nazionale (MVSN), qu'il considère comme une tentative des autorités politiques de limiter l'autonomie de l'armée et de créer une force armée hautement politisée. Il a été soutenu dans cette démarche par la plupart des membres du Conseil de l'Armée. À la suite du débat parlementaire, l'ordonnance Di Giorgio a été retirée et la taille du MVSN a été réduite. Giardino a finalement soutenu le gouvernement de Mussolini le 2 avril 1925. Le 17 juin 1926, il est nommé maréchal d'Italie et le 31 décembre 1929, il reçoit le Grand Collier de l'Annonciation.
En 1927, il se retire à Turin et dans sa chère villa familiale de Marentino, un petit village des collines de Turin, se consacrant à des études historiques et publiant plusieurs volumes de mémoires sur ses expériences pendant la Première Guerre mondiale, souvent destinés à exalter les actions de ses "petits soldats". Sa dernière intervention publique remonte au 23 septembre 1935, à l'occasion de l'inauguration de l'ossuaire de Cima Grappa.
Il est décédé à Turin le 21 novembre 1935.
Le 4 août 1936, jour des célébrations annuelles de Cima Grappa, son corps fut transporté sur un fût de canon jusqu'à l'ossuaire où il fut finalement enterré. Une statue a été érigée en son honneur, qui domine l'avenue centrale de Bassano del Grappa.

### Promotions militaires
- Sous-lieutenant (sottotenente) : 4 septembre 1882
- Lieutenant (tenente) : 11 octobre 1885
- Capitaine (capitano) : 19 août 1894
- Major (maggiore) : 29 septembre 1904
- Lieutenant Colonel (tenente colonnello) : 30 juin 1910
- Colonel (colonnello) : 4 janvier 1914
- Général de division (maggiore generale) : 31 août 1915
- Lieutenant-général (tenente generale) : chargé de fonctions, le 1er mars 1917 - titulaire, le 5 avril 1917
- Général d'armée (Generale dell'esercito) : 21 décembre 1919)
- Maréchal d'Italie (Maresciallo d'Italia) (17 juin 1926)

### Fonctions et titres
- Gouverneur de la province de Rijeka (17 septembre 1923-mai 1924)
- Sous-chef d'état-major de l'armée (après novembre 1917)
- Membre du Comité consultatif militaire interallié de Versailles (février 1918)
- Commandant de l'armée de Grappa (26 avril-3 novembre 1918)
- Membre du Conseil de l'Armée
- Ministre d'État (24 février 1924)

### Commissions sénatoriales
- Membre de la Commission d'examen du projet de loi "Mesures contre la tuberculose" (10 mars 1919)
- Membre de la Commission des finances (5 décembre 1919-22 mars 1920. Démission)
- Secrétaire de la Commission de vérification des titres des nouveaux sénateurs (16 juin 1921-10 décembre 1923)
- Membre de la Commission d'examen du projet de loi pour la réorganisation de la Société nationale des combattants (3 avril 1922)
- Président de la Commission de vérification des titres des nouveaux sénateurs (30 mai 1924-21 mai 1925. Démission)
- Membre de la Commission d'examen du projet de loi "Nouveau Code Pénal Militaire" (14 juin 1926)
- Membre de la Commission de l'arrêt de la Haute Cour de justice (12 mars 1932-19 janvier 1934)

## Décorations

### Décorations italiennes
- Chevalier de l'ordre suprême de la Très Sainte Annonciade - 1929
- Chevalier grand-croix de l'ordre militaire de Savoie - 24 mai 1919[11]
- Médaille d'argent de la valeur militaire

- Il a pu fournir des informations régulières et précises, facilitant la surprise de Kassala par sa vigilance et son service de sécurité ; il a été l'un des premiers à conduire ses soldats dans le camp mahdiste lors de l'attaque et a pu ensuite étendre sa vigilance à Cartum et Atbara..
- Chevalier grand-croix de l'ordre de la Couronne d'Italie - 1929

- Grand officier de l'ordre des Saints-Maurice-et-Lazare - arrêté royal du 30 décembre 1919[12]

- Chevalier grand-croix de l'ordre des Saints-Maurice-et-Lazare - 1929

- Croix d'or pour ancienneté de service (40 ans)
- Croix du Mérite de la guerre
- Médaille commémorative des campagnes d'Afrique
- Médaille commémorative la guerre italo-turque 1911-1912
- Médaille commémorative de la guerre italo-autrichienne 1915 - 1918 (campagne de 4 ans)
- Médaille commémorative de l'unification de l'Italie
- Médaille italienne de la Victoire interalliée

### Décorations étrangères
- Grand officier de l'ordre national de la Légion d'honneur (France)
- Ordre du Service distingué - Distinguished Service Order (Royaume-Uni)

## Sources
- (it) Cet article est partiellement ou en totalité issu de l’article de Wikipédia en italien intitulé « Gaetano Giardino » (voir la liste des auteurs).